# Creu del Corredor
La Creu del Corredor és una creu de terme de Dosrius (Maresme) situada davant del santuari del Corredor.

## Descripció
És una creu de ferro situada damunt d'un basament de pedra granítica de planta poligonal, rematat amb una taula poligonal també. La creu és llatina, amb els braços carejats i units amb un clau central, i rematats amb una flor de lis als extrems (una d'elles trencada). El ferro està picat i treballat amb l'any 1957 gravat. Tota l'estructura està assentada damunt d'un paviment de pedra circular. Al seu voltant hi ha cinc petits trams de fust poligonals i set xiprers.

## Història
La creu va ser dissenyada i forjada per Francesc Ximenes per encàrrec els membres de l'Ordre de Sant Francesc de Mataró, que es dedicaven a restaurar temples després de la Guerra Civil. La creu es va instal·lar fora del recinte del santuari el dia 1 de desembre de 1957, al mig de la denominada plaça de la creu del Corredor. Els fusts de columna simbolitzen els set Dolors de la Mare de Déu, tot i que actualment només hi ha cinc elements. Tot i que la creu ha estat identificada com una creu de terme, en realitat es tracta d'una creu de pedró aixecada per delimitar una sagrera o l'àrea d'influència d'una església o ermita, en aquest cas el Santuari del Corredor. Tot i això, segons mossèn Abril, el capellà beneïa des de la creu tot el terme de la parròquia i, en el cas del Corredor, tots els pobles de la rodalia.